# Roberto Martínez Celigüeta
Roberto Martínez Celigüeta (Pamplona, 21 febbraio 1966) è un ex calciatore spagnolo.

## Carriera

### Club
Cresciuto nella cantera dell'Athletic Bilbao, debutta con il Bilbao Athletic nella stagione 1982-1983. Tre anni più tardi viene promosso in prima squadra, debuttando in Primera División spagnola il 7 dicembre 1986 nella partita Real Murcia-Athletic 2-0. Milita quindi per tre anni con i rojiblancos, venendo ceduto nel 1989-1990 al Salamanca.
Dopo due anni passa al Real Valladolid con cui disputa il suo ultimo campionato nella massima divisione spagnola. Conclude la carriera nel 1999.